# Zdeněk Fibich
Zdeněk Fibich (Všebořice, Bohèmia, 21 de desembre de 1850 - Praga, Txèquia, 15 d'octubre de 1900) fou un compositor txec.
Zdeněk Fibich va ser el compositor d'òpera més preparat tècnicament de la seva època entre els músics txecs, destacant per la riquesa melòdica i la diversitat harmònica de la seva música. Tot i això, el seu horitzó artístic internacional va perjudicar la seva popularitat en comparació amb Smetana i Dvořák, ja que la seva música no tenia reminiscències específicament txeques, cosa que va ser desfavorable en un context en què es valoraven les categories nacionals. Encara que alguns cercles txecs intentessin presentar-lo com el «Wagner txec», Fibich no va aconseguir el reconeixement nacional.

## Biografia
Zdeněk Fibich era fill d'un guardaboscos. Va créixer a Bohèmia, que formava part de l'Imperi Austrohongarès. La seva formació, com molts dels seus contemporanis, va estar marcada per les influències alemanyes. Va començar a Viena i després a Praga, on l'alemany era la llengua d'instrucció fins i tot a l'escola secundària txeca. La seva mare el va encoratjar en la música des de petit, i va rebre les primeres lliçons serioses de composició de Zikmund Kolešovský, un seguidor de Smetana, que el van portar a seguir una carrera musical.
Musicalment, primer estudià a Praga i després a Leipzig, on va assistir a nombrosos concerts, formant així el seu gust musical en un ambient molt propici. A Leipzig es va familiaritzar amb la tradició de Mendelssohn i va aprendre a apreciar la música de Bach. Als quinze anys estrenà la Simfonia en mi bemoll, l'èxit de la qual decidí la seva vocació, i dos anys més tard una altra Simfonia en fa major que també va merèixer una agradable acollida.
Poc temps després es traslladà a París i allà va treballar com a professor de piano i es donà a conèixer com un excel·lent pianista. De 1869 a 1870 continua els seus estudis a Mannheim sota la direcció de Vinzenz Lachner. A Mannheim, va viure l'assaig i la representació de Die Meistersinger von Nürnberg de Richard Wagner sota la direcció de Lachner, una experiència que exerciria una influència duradora en la seva vida.
El maig de 1871, Fibich va tornar a Praga amb una formació completa i una experiència significativa en l'escena musical europea. Ja havia fet diverses composicions, entre elles tres òperes en alemany, nombroses cançons alemanyes amb influències de Robert Schumann i diverses obres de música de cambra. El 1873, Smetana el va recomanar per a un lloc a Vílnius, Lituània. Allà, va treballar durant un any com a professor de cor, acompanyat de la seva esposa Růžena Hanušová. En aquests moments, Fibich va haver de passar per moments molt delicats: el seu fill Richard va morir poc després de néixer, seguit per la seva cunyada Anna i després per la seva esposa Růžena. Tres anys després, una altra filla, Elsa, també va morir. Mentrestant, Fibich s'havia casat amb Betty Fibichová, una germana de Růžena, que treballava com a contralt al Teatre Nacional, interpretant molts dels papers de Fibich.
El 1874 estrenà la primera òpera, Bukovín, la seva primera òpera conservada, que el situa entre els més distingits compositors txecs. També exercia la crítica musical a la revista Dalibor de Praga, i va ser nomenat el 1875 assistent de director i director de cor al Teatre Provisional. Segurament les experiències tràgiques de la seva vida personal van influir en l'atmosfera seriosa de totes les seves òperes i que no compongués cap comèdia rural en l'estil de La núvia venuda de Smetana, tot i l'èxit que estaven tenint. Va ocupar el càrrec fins al 1878, en què passà a dirigir el cor de l'Església russa. Durant un cert temps fou professor al Conservatori de Praga, on tingué alumnes destacats com Otakar Ostrčil i Karel Weiss, i Bohumil Vendler, entre d'altres.

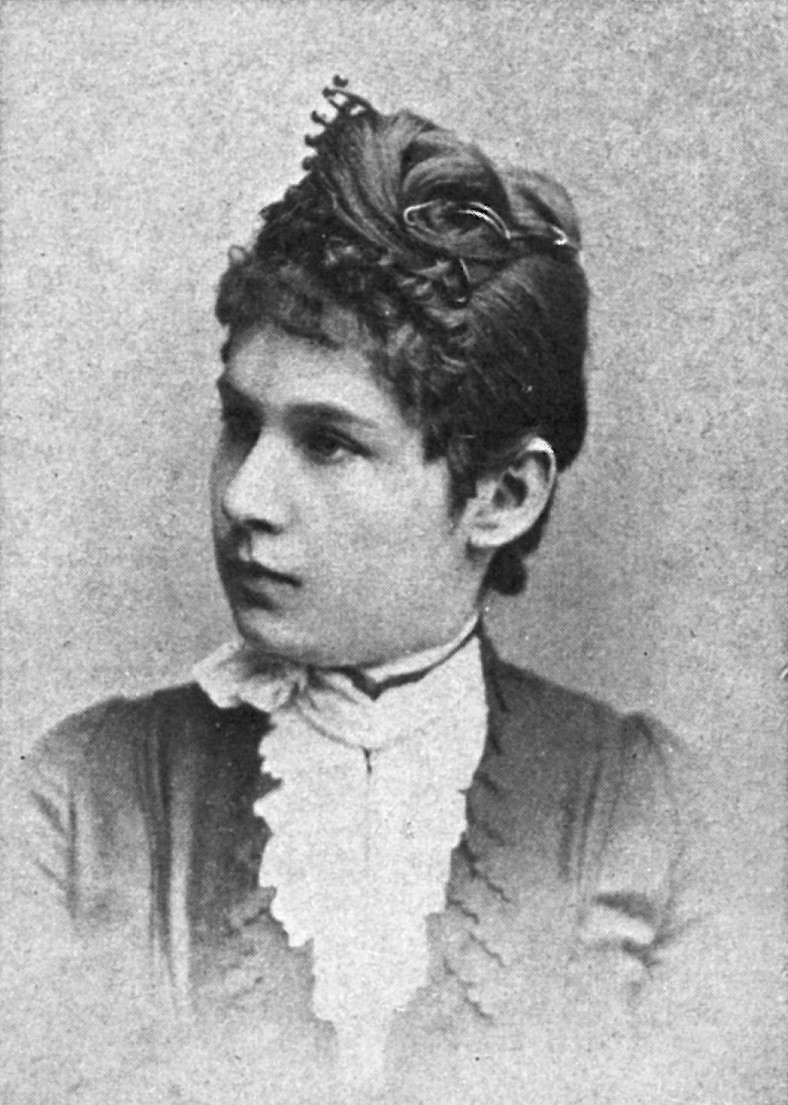
Anežka Schulzová

El 1892, Fibich es va enamorar de l'Anežka Schulzová (1868–1905), una alumna de vint-i-quatre anys. Aquesta història d'amor va aportar una dimensió completament nova a l'obra de Fibich. Va ser la llibretista de les seves tres darreres òperes. Aquesta situació va ser elaborada posteriorment per Fibich en el seu cicle de piano Estats d'ànim, impressions i recordatoris, amb un total de 376 peces.
Fibich va morir inesperadament el 15 d'octubre de 1900, quan encara no havia complert cinquanta anys i quatre setmanes abans de l'estrena de la seva última gran òpera, La núvia de Messina, que no s'estrenaria fins al 2015 i fora de la República Txeca, al Teatre de Magdeburg. Va morir en el moment que començaven a funcionar les seves obres, ara ja amb un caràcter eminentment nacionalista. Smetana havia mort el 1884, i durant la dècada de 1890 Dvořák es va dedicar més als seus èxits internacionals, les estrenes de totes les seves òperes s'anaven celebrant al Teatre Provisional de Praga o al Teatre Nacional. Així va passar que no va ser fins al 2015 que es va celebrar la primera representació de La núvia de Messina, la seva última gran òpera, fora de la República Txeca, al Teatre de Magdeburg.

## Obres
Cultivà tots els generes, la música simfònica i de cambra, la dramàtica, la instrumental, la vocal, etc., i deixà en cada un obres molt apreciables, que el situen, en la música txeca del seu temps, immediatament després de Dvořák i Smetana.
Entre les seves òperes cal mencionar:
- Bukovín (1874)
- Blaník (1881)
- La núvia de Messina (1884)
- Bouře, inspirada en el drama La tempesta de Shakespeare (1895)
- Hedy (Praga, 1897)
- Šárka (Praga, 1898)
- Pád Arkuna (La caiguda d'Arcona, 1900)
- Hipodamia
  - Les noces de Pelops (1890)
  - L'expiació de Tàntal (1891)
  - La mort d'Hipodamia (1891) la trilogia completa es representà a Praga i Amsterdam

## Altres estils
- La boda, per a cor i orquestra.
- La núvia del vent, per a cor i orquestra.
- Romança primaveral, per a cor i orquestra.
- El jueu de Praga, obertura.
- Latempestat, obertura.
- Una nit en el Karlstein, obertura.
- Comenio, obertura.
- Udalrico i Bozena, obertura.
- Otello, poema simfònic.
- Taman i la ninfa, poema simfònic.
- Primavera, poema simfònic.
- Zaboj, poema simfònic.
- Slavoj i Ludek, poema simfònic.
- Vigília, poema simfònic.
- La vesprada, poema simfònic.
- El geni de les aigües, melodrama.
- La venjança de les flors, melodrama.
- La nit de Nadal, melodrama.
- L'eternitat, melodrama.
- La reina Emma, melodrama.
- Hakon, melodrama.
- Tres Simfonies.
- Dos Quartets
- Cors, composicions religioses, nombrosos lieder i unes 400 composicions per a piano.